# Seminario Evangélico de Teología (Matanzas, Cuba)
El Seminario Evangélico de Teología (SET) es un seminario protestante interdenominacional ubicado en Matanzas, Cuba, que ofrece estudios de pregrado en Bachillerato en Teología (BTh), Bachillerato en Educación Cristiana (BCE) y Licenciatura en Teología; y de postgrado en Maestría en Teología (MTh). Fue fundado en 1946 por tres denominaciones protestantes: Iglesia Metodista en Cuba, Iglesia Presbiteriana-Reformada en Cuba y la Iglesia Episcopal de Cuba. En 2006 la Iglesia Metodista en Cuba se separó del seminario formando su propia institución de educación teológica: el Seminario Evangélico Metodista (SEM).